# Steyermarkia guatemalensis
Steyermarkia guatemalensis är en måreväxtart som beskrevs av Paul Carpenter Standley. Steyermarkia guatemalensis ingår i släktet Steyermarkia och familjen måreväxter. Inga underarter finns listade i Catalogue of Life.